# Hong Kong Senior Challenge Shield 2010/11
Der Hong Kong Senior Challenge Shield 2010/11, auch als HKFA Canbo Senior Shield bekannt, war die 109. Austragung eines K.-o.-Fußballwettbewerbs in Hongkong. Teilnehmer waren die zehn Mannschaften der ersten Liga, der Hong Kong Premier League. Das Turnier begann am 8. Oktober 2010 und endete mit dem Finale im Hong Kong Stadium am 16. Januar 2011. Titelverteidiger war der Sunray Cave JC Sun Hei.

## Termine
| Runde         | Datum                             |
| ------------- | --------------------------------- |
| 1. Runde      | 8. Oktober 2010 21. Oktober 2010  |
| Viertelfinale | 30. Oktober 2010 31. Oktober 2010 |
| Halbfinale    | 25. Dezember 2010                 |
| Finale        | 16. Januar 2011                   |

## Erste Runde
|                                                   | Ergebnis |                        |
| ------------------------------------------------- | -------- | ---------------------- |
| 8. Oktober 2010 (Hong Kong Football Club Stadium) |          |                        |
| Hongkong FC                                       | 0:1      | NT Realty Wofoo Tai Po |
| 21. Oktober 2010 (Siu Sai Wan Sports Ground)      |          |                        |
| Citizen AA                                        | 1:0      | Tuen Mun SA            |

## Viertelfinale
|                                              | Ergebnis                |                        |
| -------------------------------------------- | ----------------------- | ---------------------- |
| 30. Oktober 2010 (Siu Sai Wan Sports Ground) |                         |                        |
| Sun Hei SC                                   | 0:5                     | Citizen AA             |
| 30. Oktober 2010 (Siu Sai Wan Sports Ground) |                         |                        |
| South China AA                               | 4:0                     | Tai Chung              |
| 31. Oktober 2010 (Yuen Long Stadium)         |                         |                        |
| Kitchee SC                                   | 1:1 n. V. (10:11 i. E.) | Fourway Rangers        |
| 31. Oktober 2010 (Yuen Long Stadium)         |                         |                        |
| TSW Pegasus                                  | 0:1 n. V.               | NT Realty Wofoo Tai Po |

## Halbfinale
|                                       | Ergebnis |                        |
| ------------------------------------- | -------- | ---------------------- |
| 25. Dezember 2010 (Hong Kong Stadium) |          |                        |
| Fourway Rangers                       | 0:2      | Citizen AA             |
| 25. Dezember 2010 (Hong Kong Stadium) |          |                        |
| South China AA                        | 3:0      | NT Realty Wofoo Tai Po |

## Finale
|                                     | Ergebnis              |            |
| ----------------------------------- | --------------------- | ---------- |
| 16. Januar 2011 (Hong Kong Stadium) |                       |            |
| South China AA                      | 3:3 n. V. (2:4 i. E.) | Citizen AA |